# Agyneta allosubtilis
Agyneta allosubtilis är en spindelart som beskrevs av Imre Loksa 1965. Agyneta allosubtilis ingår i släktet Agyneta och familjen täckvävarspindlar. Inga underarter finns listade i Catalogue of Life.